# Adetomyrma bressleri
Adetomyrma bressleri (nombre para honrar a Barry Lee Bressler) es una especie de hormigas endémicas de Madagascar.
La especie fue descrita por Yoshimura y Fisher en 2012. Se conocen los machos y obreras. Las hormigas de esta especie son ciegas.